# رودريغو روبيو
رودريغو روبيو (بالإسبانية: Rodrigo Rubio)‏ (و. 1931 – 2007 م) هو مؤلف، وكاتب إسباني، ولد في مونتالفوس، توفي عن عمر يناهز 76 عاماً.